# Mathieu Barthélémy
Mathieu Barthélémy (Seraing, 13 mei 1983) is een Belgische illustrator, inkleurder en stripauteur.

## Carrière
Barthélémy studeerde striptekenen aan het Institut Saint-Luc in Luik. Hij werkte aan een paar stripalbums met andere striptekenaars die werden uitgebracht bij Manolosanctis, namelijk 13m28 (2010) en Vivre Dessous (2011), en bij Le Lombard (Concours Raymond Leblanc : un monde sans pétrole).
In 2010 hielp Barthélémy Marco Venanzi bij het tekenen van het album Het testament van Caesar in de reeks Alex. De samenwerking met Venanzi voor deze reeks bleef. Zo tekende hij in 2012 met Venanzi het album De schaduw van Sarapis en verzorgde hij in 2016 de inkleuring voor Het goud van Saturnus. Ook voor de spin-off-reeksen was Barthélémy actief. In 2014 tekende hij samen met Venanzi de illustraties voor het album L'Abbaye de Stavelot in de educatieve reeks De reizen van Tristan en in 2017 was hij de inkleurder voor De gladiatoren in de educatieve reeks De reizen van Alex..
In 2014 was Barthélémy co-scenarist voor l Était Une Fois 1914.
Als inkleurder werkte Barthélémy aan meerdere albums zoals La chute de la dame en blanc (2013), Les Grands Lointains (2016, tweede album in de reeks Ninn), Boldhür (2017), Klimt - Judith et Holopherne (2017). Tussen 2017 en 2019 was hij tevens de inkleurder van de reeks La vie compliquée de Léa Olivier.
- Bibliothèque nationale de France: cb16651020x (data)
- International Standard Name Identifier: 0000 0003 9962 1925
- Virtual International Authority File: 294507712